# Maurizio Del Tenno
Maurizio Del Tenno (Sondrio, 13 settembre 1973) è un politico e imprenditore italiano.

## Attività politica
Da maggio a ottobre del 2014 è stato Sottosegretario alla Presidenza della Regione Lombardia con deleghe all’attuazione del programma e rapporti istituzionali. Da marzo 2013 a maggio 2014 ha ricoperto il ruolo di assessore alle Infrastrutture e Mobilità della Regione Lombardia.
Da giugno 2013 a dicembre 2014 è stato Presidente del Consiglio di Sorveglianza di Infrastrutture Lombarde Spa.
Dal 2008 al 2013 è stato Deputato della Repubblica nella XVI legislatura. Durante la legislatura è stato membro della Commissione Attività Produttive e della Semplificazione Amministrativa; membro della Commissione Finanza, membro della Commissione Semplificazione; Membro della Commissione Affari Esteri e Politiche dell’Unione Europea.
Dal 2005 al 2009 ha ricoperto l’incarico di Assessore Provinciale della Provincia di Sondrio con delega al Turismo.
Nel 2005 è stato eletto Presidente Nazionale dei Giovani Imprenditori di Confartigianato e membro del Consiglio Nazionale della Confederazione.

## Attività imprenditoriale
Impegnato in campo immobiliare dal 1997, Del Tenno ha seguito realizzazioni in tutta Italia.
Socio italiano della società italo-cinese China Investment srl, è amministratore delegato di Pilot Group.